# Anarg von Wildenfels
Anarg Heinrich zu Wildenfels (également Anarg von Wildenfels de Schönkirchen et Ronneburg) est conseiller de l’Électeur de Saxe sur la réforme protestante et auteur de cantiques. Il est né à Wildenfels, en Saxe, en 1490 et est décédé à Altenburg, en Thuringe, le 1er juin 1539.

## Biographie
Le père d'Arnag accompagne Frédéric III le Sage, prince Électeur de Saxe, en 1493 lors d'un pèlerinage en Terre sainte. Il prend le jeune Arnag "sous son aile" et le nomme en 1517 seigneur de Wildenfels ainsi que Ronnebourg et sa région. A le mort de son "parrain", en 1525, les vassaux viennent faire allégeance à leur nouveau suzerain. Il se rapproche alors de Georg Spalatin, une figure majeure de la Réforme et intime de Frédéric III le Sage. Entre-temps, Anarg von Wildenfels et Georg Spalatin se voient confier le tutorat des ducs Ernest Ier et Othon Ierde Brunswick-Lünebourg, neveux de Frédéric III le Sage. En 1521 ou 1522, il épouse la comtesse Elisabeth von Gleichen qui lui donne un fils, Heinrich, en 1525. Dès 1522, Arnag est séduit par le discours de Luther et 1523 voit son adhésion à la réforme. Dès lors, Anarg von Wildenfels devient un ardent défenseur et propagateur de la pensée luthérienne. Il meurt lors d'une visite dans ses terres, à Altenburg. En 1936, lors de l'ouverture d'une crypte dans la chapelle du château de Härtensdorf, sur le territoire de Wildenfels, on découvre un cercueil qui s’avère être celui de Anarg von Wildenfels. Son fils Henrich, mort en 1558, y repose également ainsi que son petit-fils, Friedrich, mort en 1602 à Prague.
Johann Sebastian Bach a utilisé un de ses textes pour le cinquième mouvement de sa cantate BWV 184.